# گرخماخی
گرخماخی (به لاتین: Gerkhmakhi) یک منطقهٔ مسکونی در روسیه است که در شهرستان آگولسکی واقع شده‌است.